# دنیز آیچیچک
دنیز آیچیچک (انگلیسی: Deniz Ayçiçek؛ زادهٔ ۵ ژوئن ۱۹۹۰) بازیکن فوتبال اهل آلمان است.
از باشگاه‌هایی که در آن بازی کرده‌است می‌توان به باشگاه فوتبال دویسبورگ و باشگاه فوتبال هانوفر ۹۶ اشاره کرد.